# Zárt ajtók mögött / Halott virágok
A Zárt ajtók mögött / Halott virágok Harangozó Teri és az Omega közös kislemeze 1968-ból. Utóbbi dalt külön vették fel a nagylemeztől, így némileg eltér az albumverziótól.

## Megjelenések
- 1968 SP
- 1992 Az Omega összes kislemeze 1967–1971 CD (csak a B)
- 2003 10000 lépés CD – bónuszdalok (csak a B)

## Dalok
A: Harangozó Teréz (kísér: Omega): Zárt ajtók mögött (Lovas Róbert – S. Nagy István)
B: Omega: Halott virágok (Presser Gábor – Adamis Anna)

## Az együttes tagjai
- Benkő László – billentyűs hangszerek, vokál
- Kóbor János – ének, ritmusgitár
- Molnár György – gitár
- Laux József – dob, ütőhangszerek
- Mihály Tamás – basszusgitár, vokál
- Presser Gábor – billentyűs hangszerek, vokál